# Anomobryum bullatum
Anomobryum bullatum är en bladmossart som först beskrevs av C. Müller, och fick sitt nu gällande namn av Brotherus 1903. Anomobryum bullatum ingår i släktet Anomobryum och familjen Bryaceae. Inga underarter finns listade i Catalogue of Life.